# Minisatélite
En genética molecular, un minisatélite es un fragmento de ADN repetitivo en el que ciertos motivos de ADN (que varían en longitud de 10 a 60 pares de bases) se repiten típicamente de 5 a 50 veces. Los minisatélites se encuentran en más de 1000 ubicaciones en el genoma humano y se destacan por su alta tasa de mutación y gran diversidad en la población. Los minisatélites son prominentes en los centrómeros y telómeros de los cromosomas, estos últimos protegen a los cromosomas del daño. El nombre "satélite" se refiere a la observación temprana de que la centrifugación del ADN genómico en un tubo de ensayo separa una capa prominente de ADN a granel de las capas "satélite" de ADN repetitivo que la acompañan. Los minisatélites son pequeñas secuencias de ADN que no codifican proteínas, pero aparecen en todo el genoma cientos de veces, con muchas copias repetidas una al lado de la otra.
Los minisatélites y sus primos más cortos, los microsatélites, juntos se clasifican como ADN VNTR (número variable de repeticiones en tándem). De manera confusa, los minisatélites a menudo se denominan VNTR, y los microsatélites a menudo se denominan repeticiones en tándem cortas (STR) o repeticiones de secuencia simple (SSR).

## Estructura
Los minisatélites consisten en motivos repetitivos, generalmente ricos en GC, que varían en longitud de 10 a más de 100 pares de bases. Estas repeticiones variantes se entremezclan en tándem. Algunos minisatélites contienen una secuencia central (o "unidad central") de nucleobases "GGGCAGGANG" (donde N puede ser cualquier base) o, más generalmente, consisten en motivos de secuencia de purinas (adenina (A), guanina (G), pirimidina (P), citosina (C) y timina (T)). 
Los minisatélites hipervariables tienen unidades centrales de 9 a 64 pb de largo y se encuentran principalmente en las regiones centroméricas. En humanos, el 90% de los minisatélites se encuentran en la región subtelomérica de los cromosomas. La secuencia de los telómeros humanos en sí es una repetición en tándem: TTAGGG TTAGGG TTAGGG.

## Función
Los minisatélites han sido implicados como reguladores de la expresión génica (por ejemplo, a niveles de transcripción, empalme alternativo o control de impresión ). Generalmente son ADN no codificante pero en ocasiones forman parte de posibles genes. Los minisatélites también constituyen los telómeros cromosómicos, que protegen los extremos de un cromosoma del deterioro o de la fusión con los cromosomas vecinos.

## Mutabilidad
Los minisatélites se han asociado con sitios frágiles de cromosomas y están cerca de una serie de puntos de ruptura de translocación recurrentes. Se ha demostrado que algunos minisatélites humanos (~1%) son hipermutables, con una tasa de mutación promedio en la línea germinal superior al 0,5% hasta más del 20%, lo que los convierte en la región más inestable del genoma humano conocida hasta la fecha. Mientras que otros genomas (ratón, rata y cerdo) contienen secuencias similares a minisatélites, no se encontró que ninguno fuera hipermutable. Dado que todos los minisatélites hipermutables contienen variantes internas , proporcionan sistemas extremadamente informativos para analizar los complejos procesos de rotación que ocurren en esta clase de repetición en tándem. El mapeo de repeticiones de variantes de minisatélite por PCR (MVR-PCR) se ha utilizado ampliamente para trazar los patrones de intercalación de repeticiones de variantes a lo largo de la matriz, lo que proporciona detalles sobre la estructura de los alelos antes y después de la mutación.
Los estudios han revelado distintos procesos de mutación que operan en células somáticas y de línea germinal. La inestabilidad somática detectada en el ADN de la sangre muestra eventos intraalélicos simples y raros de dos a tres órdenes de magnitud más bajos que en los espermatozoides. Por el contrario, en la línea germinal ocurren eventos complejos similares a la conversión interalélica.
Los análisis adicionales de las secuencias de ADN que flanquean los minisatélites humanos también han revelado un punto de cruce meiótico intenso y altamente localizado que está centrado aguas arriba del lado inestable de las matrices de minisatélites. Por lo tanto, la rotación de repeticiones parece estar controlada por la actividad de recombinación en el ADN que flanquea la matriz de repeticiones y da como resultado una polaridad de mutación. Estos hallazgos han sugerido que los minisatélites probablemente evolucionaron como espectadores de puntos críticos de recombinación meiótica localizados en el genoma humano.
Se ha propuesto que las secuencias de minisatélites animan a los cromosomas a intercambiar ADN. En modelos alternativos, es la presencia de puntos calientes de doble hebra vecinos la causa principal de las variaciones en el número de copias repetidas de minisatélites. Se sugiere que los cambios somáticos resultan de las dificultades de replicación (que pueden incluir el deslizamiento de la replicación, entre otros fenómenos).
Los estudios han demostrado que el destino evolutivo de los minisatélites tiende hacia una distribución equilibrada en el tamaño de los alelos, hasta que las mutaciones en el ADN flanqueante afectan la actividad de recombinación de un minisatélite al suprimir la inestabilidad del ADN. Tal evento conduciría en última instancia a la extinción de un minisatélite hipermutable por impulso meiótico.

## Historia
El primer minisatélite humano fue descubierto en 1980 por AR Wyman y R. White, al descubrir su alto nivel de variabilidad. Posteriormente, los minisatélites también se usaron para marcadores genéticos en análisis de ligamiento y estudios de población, pero pronto fueron reemplazados por perfiles de microsatélites en la década de 1990.
El término ADN satélite se origina a partir de la observación en la década de 1960 de una fracción de ADN cortado que mostraba una densidad flotante distinta, detectable como un "pico de satélite" en la centrifugación de gradiente de densidad, y que posteriormente se identificó como grandes repeticiones en tándem centroméricas. Cuando más tarde se identificaron repeticiones en tándem más cortas (10-30 pb), se las conoció como minisatélites. Finalmente, con el descubrimiento de iteraciones en tándem de motivos de secuencias simples, se acuñó el término microsatélites.